# Morpho cisseides
Morpho cisseides är en fjärilsart som beskrevs av Hans Fruhstorfer. Morpho cisseides ingår i släktet Morpho och familjen praktfjärilar. Inga underarter finns listade i Catalogue of Life.